# Джонс, Мэри Кавер
Мэри Кавер Джонс (англ. Mary Cover Jones; 1 сентября 1897 — 22 июля 1987) — американский психолог, является пионером бихевиоральной терапии. Наиболее известна своим исследованием маленького Питера и развития десенсибилизации.

## Детство и образование
Родилась 1 сентября 1897 года в городе Джонстаун (Пенсильвания, США) в семье бизнесмена и домохозяйки, которая была вовлечена в работу нескольких локальных организаций. Мэри была вторым ребенком в своей семье. У неё был брат, старше её на 5 лет, и сестра, которая была младше её на 4 года. Каждое лето, на протяжении детства Мэри, её семья совершала поездки в летнюю школу Шатокуа.
После поступления в Вассар-колледж Мэри Кавер Джонс решила специализироваться в области психологии. Она посещала все курсы по психологии, предложенные колледжем, кроме курса, который вела профессор Маргарет Уошберн. Вскоре после того, как Мэри выпустилась из Колледжа Вассар, в 1919 году, она посетила лекцию выдающегося бихевиориста Джона Б. Уотсона, в Нью-Йорке. В итоге, она начала работать с Уотсоном. Согласно биографам, именно эта лекция убедила Мэри Карвер Джонс продолжать изучение психологии. Она поступила в аспирантуру Колумбийского университета, где и получила степень магистра в 1920 году. В этом же университете она встретила своего будущего мужа, Гарольда Джонса.

## Карьера
В 1923 году Мэри становится ассистент-профессором психологических исследований в Институте образовательных исследований Колумбийского университета. Находясь в этой должности, она провела свой знаменитый эксперимент «Маленький Питер». После этого исследования она завершила работу над своей докторской диссертацией. Мэри работала с 365 младенцами в разных районах Нью-Йорка и исследовала развитие раннего поведения у маленьких детей. Её диссертации не было уделено должного внимания до тех пор, пока она не попала в руки Йозефу Волпе.
Летом 1927 года Мэри с семьей переезжает в Калифорнию. Там она принимает должность ассистент-профессора в Институте охраны детства в Калифорнийском университете в Беркли. Там она оказывается вовлеченной в пролонгированное «Оклендское исследование взросления» (англ. Oakland Growth Study).
В 1952 году Кавер Джонс становится ассистентом-профессором образования в Беркли. Несмотря на то, что она обладала весомым опытом и провела несколько исследований, ей не позволили стать полноценным профессором из-за политики анти-непотизма, проводимой в то время. Эта политика означала, что замужние женщины не могли занимать должность на факультете. Университет Калифорнии, Беркли, в конце концов отступил от этого правила, и в 1959 году Мэри получила должность профессора.
в 1960 году она становится президентом отделения психологии развития в Американской психологической ассоциации. В этом же году её муж умирает от сердечного приступа, и она уходит в отставку.
В 1968 году Мэри получает престижную награду имени Стенли Г. Холла от Американской психологической ассоциации. Она была награждена за значимый вклад в психологию развития. Среди её заслуг находится исследование Питера, которое заложило фундамент бихевиоральной терапии, её развитию десенсибилизации и созданию прямого обусловливания для преодоления страхов. Помимо своих психологических исследований, Кавер Джонс была вовлечена в работу комитетов по охране детства, и тратила много времени и усилий на эту работу.

## Психологические исследования

### Взаимодействие с Уотсоном
Посетив лекцию ведущего на тот момент бихевиориста Уотсона, Кавер Джонс заинтересовалась его самым известным экспериментом «маленький Альберт». В этом эксперименте были созданы такие условия, чтобы Альберт выражал страх при виде белой крысы, которую предъявляли вместе с резкими звуками, пугавшими ребенка. Мэри задалась вопросом о том, можно ли использовать техники Уотсона, чтобы научить детей не бояться предъявляемых стимулов, что, по сути, изменило бы всю работу Уотсона. Эти мысли подтолкнули Мэри к исследованию десенсибилизации.

### Эксперимент «Маленький Питер»
Мэри разработала технику, известную как десенсибилизация, используемую для излечения фобий. Через повторяющееся введение серии стимулов, вызывающих фобию, у пациента можно уменьшить чувствительность к ним. Десенсибилизация была впервые раскрыта Мэри в 1924 году в её эксперименте «Маленький Питер».
Её наиболее цитируемая работа — исследование по удалению страха перед кроликами, посредством обусловливания. Это исследование она провела на трехлетнем мальчике по имени Питер, в Институте образовательных исследований Колумбийского университета. Джонс лечила страх Питера перед белыми кроликами при помощи «прямого обусловливания», которое заключалось в том, что приятные стимулы (еда) ассоциировались с кроликами. Мэри начала свой эксперимент с целью обнаружения наиболее эффективного способа избавления детей от их иррациональных страхов. Питер был выбран для исследования потому, что во всех аспектах детской жизни он считался нормальным, за исключением его страха перед кроликами. Питер боялся не только кроликов, но и, как показала Джонс, он начинал плакать, если ему предъявляли схожие предметы: перья, шубу, меховой коврик, хлопок. Джонс провела свой эксперимент, используя широкий диапазон методов, направленных на устранение страха Питера. Мэри, в попытке понять причину страха, описала свои методы, использованные в случае Питера, как «терпеливые, дотошные и кропотливые». Это методы, которые она усвоила от своего наставника, Уотсона.
Мэри начала исследование, поместив кролика в 12 футах от Питера, и постепенно приближая его до тех пор, пока мальчик не дотронулся до животного. Пока кролика постепенно приближали к Питеру, а у мальчика был доступ к его любимой еде (конфетам), его страх постепенно уменьшался, и в результате он смог коснуться кролика и не заплакать. После того, как Питер вылечился от своего страха, Кавер Джонс опубликовала статью об эксперименте, озаглавленную «Лабораторное исследование страха: случай Питера (1924)». Несмотря на то, что сейчас этот эксперимент признан революционным, в то время он был отклонен и не засчитан Джонс в качестве её диссертации. Несмотря на это Мэри смогла развить свой интерес к психологии, углубившись в изучение психологии развития.
Многие считают это исследование определяющим для бихевиоральной терапии, прорывом в лабораторных исследованиях бихевиоризма. Повторное открытие этого исследования в 1970-х годах Йозефом Волпе привело к тому, что Мэри стали называть «матерью бихевиоральной терапии».

### «Оклендское исследование взросления»
Это исследование считается наиболее влиятельным исследованием Мэри. Это исследование было третьим в череде пролонгированных исследований, проведенных Колледжом Беркли. Первым было «исследование взросления Беркли» (англ. Berkeley Growth Study), изучавшее новорожденных (1928), затем было «исследование руководствования Беркли» (англ. Berkeley Guidance study), сфокусированное на изучении детей дошкольного возраста (1928). В обоих этих исследованиях изучались дети, проживающие в Беркли, Калифорния. «Оклендское исследование взросления» было возглавлено Мэри и её мужем. В исследовании приняло участие 212 учеников 5 и 6 классов, рожденных между 1920 и 1921 годами. Участников обследовали дважды в год до тех пор, пока они не выпустились из школы. Основной целью исследования было понять типичную юность. Исследователи смотрели на физическое развитие, психологические изменения, а также на взаимоотношения со сверстниками. Испытуемые были повторно исследованы в возрасте 28, 48 и 60 лет. Повторные исследования включали в себя метод интервью, анкетирование, личностные опросники и медицинское исследование. Последнее интервьюирование произошло в 1980 году, когда Мэри было 83 года.
Результаты данного исследования позволили Джонс опубликовать более сотни статей. К тому же, благодаря хорошо задокументированным данным этого исследования, эти данные были использованы в других исследованиях детского развития. Считается, что это исследование стало таким успешным, благодаря способности Мэри поддерживать хорошие отношения с испытуемыми, а также, благодаря её преданности исследованию.
Важным результатом этого исследования оказалось открытие длительных поведенческих и эмоциональных эффектов у мальчиков и девочек, зависящих от возраста, в котором был пройден пубертатный период. Дополнительными результатами этого исследования стали исследование развития алкоголизма у подростков, а также исследование влияния экономического статуса.

## Семья
В 1920 году Мэри выходит замуж за Гарольда Джонса.
В 1922 году Кавер Джонс рожает первую дочь — Барбару.
В 1925 году рождается вторая дочь — Лесли.

## Смерть
Мэри Кавер Джонс умерла в Санта-Барбаре, Калифорния, 22 июля 1987 года. За несколько минут до смерти Мэри сказала своей сестре: «Я все ещё учусь тому, что важно в жизни».